# نسا (دهانه)
نسا یک دهانه برخوردی در ماه‌ است.

## دهانه‌های اقماری
این دهانه ۳ دهانه اقماری دارد.
| Nassau | عرض جغرافیایی | طول جغرافیایی | قطر           |
| ------ | ------------- | ------------- | ------------- |
| Y      | ۲۲.۵° S       | ۱۷۶.۸° E      | ۳۸.۰ کیلومتر  |
| D      | ۲۳.۷° S       | ۱۷۹.۲° W      | ۶۲.۰ کیلومتر  |
| F      | ۲۴.۷° S       | ۱۷۹.۲° W      | ۱۱۲.۰ کیلومتر |